# セセニエリ・ドヌ
セセニエリ・ドヌ（Sesenieli Donu、1996年3月3日 - ）は、フィジーの女子ラグビー選手。

## プロフィール
- フィジー・コヌア出身[1]。
- 身長 175cm、体重 60kg

## 略歴
2021年、東京五輪の7人制女子フィジー代表に選ばれて銅メダル獲得。
2024年、パリ五輪の7人制女子フィジー代表に選ばれた。